# Mikołaj Stanisławowicz Talwosz
Mikołaj Stanisławowicz Talwosz herbu Łabędź (zm. w 1600 roku), marszałek nadworny litewski w 1588 roku, kasztelan trocki w 1596 roku, kasztelan żmudzki w 1570 roku, kasztelan miński w 1566 roku, starosta dyneburski i raduński, dyrektor trockiego sejmiku deputackiego 1598 roku, był wyznawcą kalwinizmu.
Rodzina pieczętowała się herbem Łabędź. Ojciec Adama, kasztelana żmudzkiego, ostatniego z rodu.
W latach (1566–1570) pełnił urząd kasztelana mińskiego. Podpisał unię lubelską 1569 roku. W latach (1570–1588) był kasztelanem żmudzkim. Urząd marszałka nadwornego litewskiego sprawował od 1588 do 1596 roku. Pod koniec życia otrzymał stanowisko kasztelana trockiego (1596–1598).
Za młodu walczył u boku Romana Sanguszki, Grzegorza Chodkiewicza i Mikołaja Radziwiłła. Będąc pułkownikiem odznaczył się w walkach w Inflantach 1565 roku. Ze swym oddziałem pokonał Szwedów pod Kirempem.
Był zasłużonym dyplomatą. Posłował do Moskwy 1570 roku, uzyskując 3-letni pokój w wojnie z Rosją.
W 1573 roku potwierdził elekcję Henryka III Walezego na króla Polski.